# 大海子 (阿拉善右旗)
大海子也称伊和那木格，是一个位于中国内蒙古自治区阿拉善右旗东南部、曼德拉苏木巴音呼都格嘎查以北约15千米的干盐湖。湖面高程1247米，长6.3千米，最大宽3.0千米，平均宽2.3千米，面积16平方千米。盐类矿床主要是芒硝和石盐，尚未开采利用。